# Техутское медно-молибденовое месторождение
Теху́тское медно-молибденовое месторождение — второе по запасам меди и молибдена, после Каджаранского, месторождение в Армении. Находится в Лорийской области, на севере Армении близ границы с Грузией, около сёл Техут и Шног в Техутском лесу. Запасы медно-молибденовой руды на месторождении оцениваются в 450 млн тонн, утверждённые запасы молибдена на месторождении составляют около 100 тысяч тонн, меди — 1,6 млн тонн.

## Описание
Месторождение находилось в стадии разработки до конца 2013 года.
Планируемая добыча 8-12 миллионов тонн руды, из которых получать более 70 000 тонн концентрата меди с 28-30 % её содержанием и 1200 тонн концентрата молибдена с 50 % содержанием молибдена.
Техут является трудным месторождением ввиду полного отсутствия коммуникаций. Близ месторождения отсутствуют автомобильные дороги, линии электропередачи, дамбы, хвостохранилища и другие необходимые объекты. Правительство Армении считает необходимым реализацию этого проекта, что может создать достаточную сырьевую базу в Армении и обеспечить развитие горнодобывающей отрасли. Российский Внешторгбанк готов предоставить армянской металлургической компании Armenian Copper Progamme (ACP) кредит в размере 200 млн долларов для подготовки к эксплуатации месторождения. Планируется добывать и перерабатывать с Техутского месторождения 7 млн тонн руды в год. Содержание меди в тонне руды составляет 0,4 %, в концентрате — 33 %. Содержание молибдена в тонне руды составляет 0,02 %, в концентрате — 51 %.

## Влияние на природу
Для реализации проекта вырублено 60 га леса (25 000 кубометров), в то время как площадь лесопосадок составила 140 га.